# Magarnāt-e Do
Magarnāt-e Do (persiska: مگرنات دو) är en ort i Iran.   Den ligger i provinsen Khuzestan, i den centrala delen av landet, 500 km sydväst om huvudstaden Teheran. Magarnāt-e Do ligger 30 meter över havet och antalet invånare är 201.
Terrängen runt Magarnāt-e Do är mycket platt. Runt Magarnāt-e Do är det ganska tätbefolkat, med 129 invånare per kvadratkilometer. Närmaste större samhälle är Zovīyeh-ye Do, 8,3 km söder om Magarnāt-e Do. Omgivningarna runt Magarnāt-e Do är i huvudsak ett öppet busklandskap.